# Австрийский референдум по атомной энергии (1978)
Референдум в Австрии по использованию атомной энергии проходил 5 ноября 1978 года. Избирателей спрашивали одобряют ли они закон, позволяющий применение атомной энергии в мирных целях, в частности это касалось начала эксплуатации атомной электростанции близ коммуны Цвентендорф. Предложение было отклонено с небольшим перевесом (50,5% голосов против) при общей явке 64,1%. В результате, хотя Цвентендорфская атомная электростанция уже была построена, она не была введена в эксплуатацию и позже демонтирована.

## Результаты
| Выбор                                      | Голоса    | %    |
| ------------------------------------------ | --------- | ---- |
| За                                         | 1 576 709 | 49,5 |
| Против                                     | 1 606 777 | 50,5 |
| Недействительных голосов/пустых бюллетеней | 75 996    | –    |
| Всего                                      | 3 259 482 | 100  |
| Источник: Nohlen & Stöver                  |           |      |